# کوه دائم‌برف

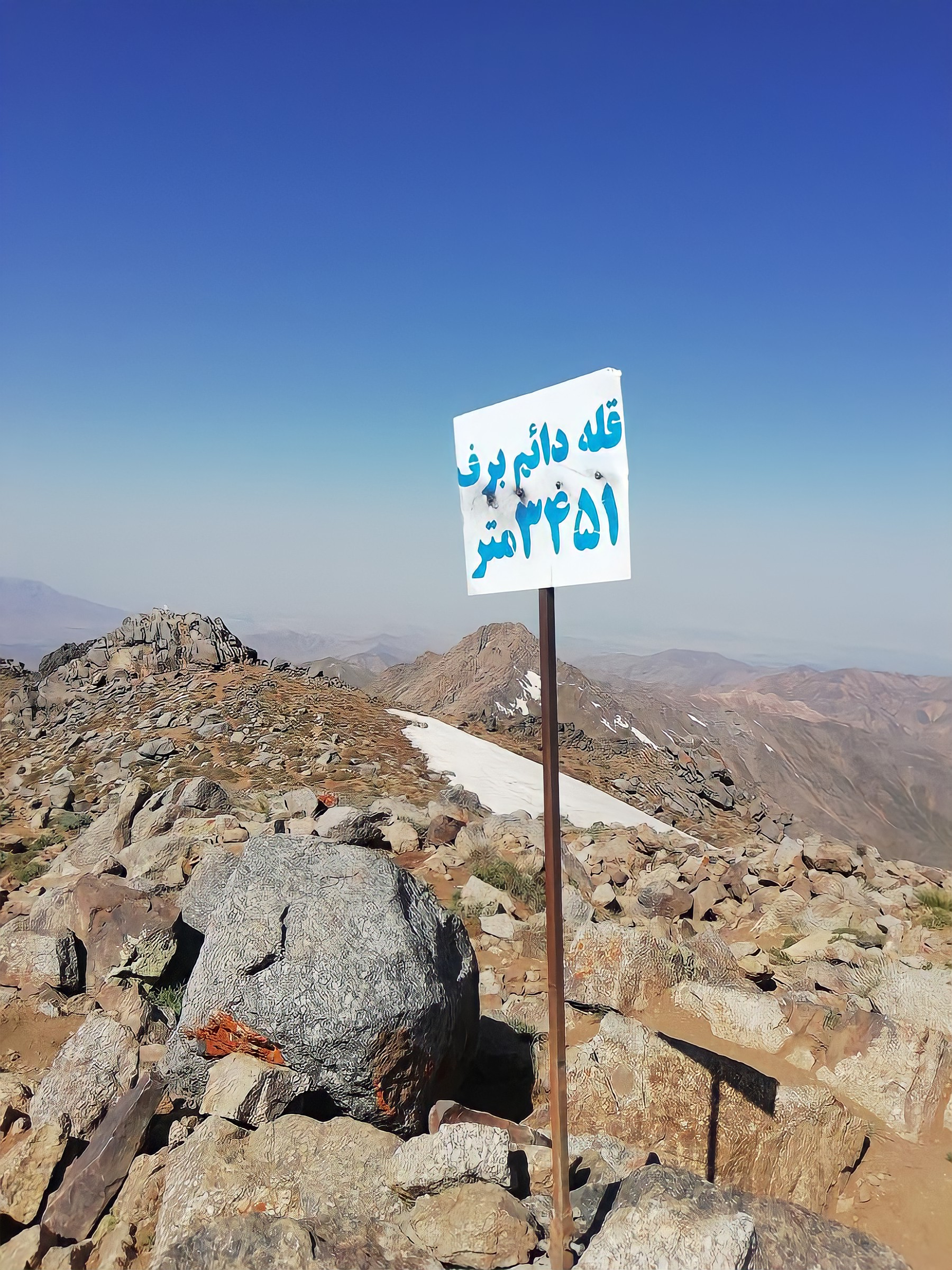
دائم برف

قله دائم‌برف  یکی از قله‌های مرتفع کوهستان الوند است. این قله ۳۴۵۱ متر ارتفاع دارد. قله دائم‌برف در غرب قلهٔ الوند قرار دارد و با شهر همدان حدود ۲۰ کیلومتر فاصله دارد و در اغلب ایام سال پوشیده از برف است، به همین دلیل دائم ‌برف نامیده می شود. این قله از دامنه‌های شمالی و جنوبی دارای شیب تندی است. راه صعود به این قله، از طریق روستای وهنان و همچنین از طریق روستای برفین و امامزاده کوه است. دیگر راه صعود به این قله از مسیر یال کلاغ‌لان است که مخصوص کوه‌نوردان حرفه‌ای است.

## منبع
- ابراهیمی، پروین (۱۳۸۲)، سیمای میراث فرهنگی همدان، تهران: سازمان میراث فرهنگی کشور، شابک ۹۶۴-۷۴۸۳-۶۸-۶